# Eugène Bourdon
Eugène Bourdon (Parigi, 8 aprile 1808 – Parigi, 29 settembre 1884) è stato un ingegnere e orologiaio francese.

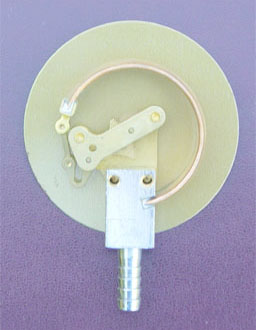
Manometro Bourdon

Nel 1849 inventò il manometro Bourdon, uno strumento di misura della pressione tuttora largamente in uso. Il manometro Bourdon, all'epoca, poteva misurare pressioni anche di centinaia di atmosfere, cosa impensabile fino ad allora, e la sua introduzione ha dato un notevole contributo alla sicurezza dei generatori di vapore.
Per sfruttare il brevetto fondò la società Bourdon Sedeme.